# Rileyasuchus
Rileyasuchus là một chi phytosauria sống vào thời kỳ Trias muộn tại Anh.